# Antonietta Di Martino
Antonietta Di Martino (Cava de' Tirreni, 1 de juny de 1978) és una atleta italiana, guanyadora de tres medalles del món en la modalitat de salt d'alçada.

## Biografia
Va néixer l'1 de juny de 1979 a la ciutat de Cava de' Tirreni, població situada a la província de Salern.
En campionats mundials d'atletisme, Di Martino va guanyar una medalla de plata a Osaka 2007, amb una marca i rècord nacional de 2,03 m. Al campionat celebrat a Daegu 2011 va aconseguir la medalla de bronze, amb una altura de 2 m.
Pel que fa als Campionats d'Europa d'Atletisme en pista coberta, va obtenir una medalla d'or a l'edició del 2011 (2,01 m) i una de plata el 2007 (1,96 m). En campionats del món en pista coberta, amb una marca de 1,95 m, va aconseguir una medalla de plata a Istanbul 2012, que va compartir amb la russa Anna Txitxerova i la sueca Ebba Jungmark.
També va competir als Jocs Olímpics de Pequín 2008, en què va obtenir la setena posició.

## Resultats
| Any  | Competició                       | Lloc       | Resultat | Marca  |
| ---- | -------------------------------- | ---------- | -------- | ------ |
| 2007 | Campionat d'Europa en p. coberta | Birmingham | 2a       | 1,96 m |
| 2007 | Campionat del Món                | Osaka      | 2a       | 2,03 m |
| 2007 | Jocs Olímpics                    | Pequín     | 10a      | 1,93 m |
| 2009 | Campionat del Món                | Berlín     | 4a       | 1,99 m |
| 2011 | Campionat d'Europa en p. coberta | París      | 1a       | 1,96 m |
| 2011 | Campionat del Món                | Daegu      | 3a       | 2,00 m |
| 2012 | Campionat del Món en p. coberta  | Istanbul   | 2a       | 1,95 m |